# NGC 6502
NGC 6502 est une vaste galaxie lenticulaire située dans la constellation du Paon. Sa vitesse par rapport au fond diffus cosmologique est de 5 521 ± 17 km/s, ce qui correspond à une distance de Hubble de 81,4 ± 5,7 Mpc (∼265 millions d'al). NGC 6502 a été découverte par l'astronome britannique John Herschel en 1835.
À ce jour, une mesure non basée sur le décalage vers le rouge (redshift) donne une distance d'environ 70,100 Mpc (∼229 millions d'al). Cette valeur est à l'extérieur des valeurs de la distance de Hubble, mais compatible avec celles-ci.